# Rowodadi (Butuh)
Rowodadi is een bestuurslaag in het regentschap Purworejo van de provincie Midden-Java, Indonesië. Rowodadi telt 808 inwoners (volkstelling 2010).